# Cosquín Rock Perú
Cosquín Rock Perú es un festival de rock argentino organizado en Perú.

## Artistas invitados
A continuación se pueden observar los artistas, bandas y acontesimientos en el festival:
ESCENARIO ROCK: La Ficción, Turbopótamos, La Mente, Hammer, Tourista, La Beriso, , Dread Mar-I, Cuchillazo, , Ataque 77, , No Te Va Gustar, G.I.T., Illya Kuryaki and the Valderramas, We The Lion
ESCENARIO COSQUÍN: GAIA, Inyectores, Callate Mark, Autobús, Carajo, La Sarita, Uchpa, Las Pastillas del Abuelo, Pedro Suárez-Vértiz La Banda, Kanaku y El Tigre, Fito Páez, Residente, Los Fabulosos Cadillacs
ESCENARIO ALTERNATIVO (y acontecimientos): Rockumental - parte I, Liam, Roxi, Sociedad de la Impro, Asociación Cultural, Nave Ascensor, Víctor Pintos/Zorro von Quintieros, Sociedad de la Impro, Presentación libro "El León del ritmo" de gira con Los Fabulosos Cadillacs "SR Flavio", Rockumental - parte II, Asociación Cultural, Andrea Martínez, Wild,  Asociación Cultural, Sociedad de la Impro, La Fulana, Mauser, Sociedad de la Impro